# حوزه انتخابیه دهم میشیگان
حوزه انتخابیه دهم میشیگان یک حوزه انتخابیه مجلس نمایندگان آمریکا است که در ایالت میشیگان قرار دارد.